# KT테크
주식회사 케이티테크(KT Tech)는 대한민국의 휴대 전화기 제조 업체였다. 2001년 10월 14일에 한국통신프리텔의 단말기 부문이 분사하여 KTF 테크놀로지스(KTFT)로 설립되었으며, 최대 주주는 KT였다. 2008년에는 기업 슬로건을 'Need Something New EVER'에서 'Plus Holic(플러스 홀릭) EVER'로 바꾸었다. 2009년 7월 1일에 모기업인 KT의 CI가 변경되면서 KT테크로 사명을 변경하였다.
주요 시장은 대한민국이었다. 2012년 8월 10일 KT 스마트폰의 판매부진으로 인해 2013년 1월까지 KT는 자회사인 휴대전화 제조 업체 KT테크의 지분 100%를 확보한 후 자산과 부채를 399억원에 인수하기로 하면서 KT테크는 8월 10일자로 역사속으로 사라짐과 동시에 휴대전화 제조사업을 철수할 것으로 밝혔다.
사업 철수 후에도 홈페이지는 계속 유지해 왔으나 2015년 5월 7일자로 홈페이지 서비스를 종료했다.

## 같이 보기
- 에버 (브랜드), 피처폰 제품 시리즈
- 테이크, 스마트폰 제품 시리즈